# 卢瓦尔河畔圣马蒂兰
卢瓦尔河畔圣马蒂兰（法語：Saint-Mathurin-sur-Loire，法語發音：[sɛ̃ matyʁɛ̃ syʁ lwaʁ] ⓘ）是法国曼恩-卢瓦尔省的一个旧市镇，属于昂热区。2016年1月1日，卢瓦尔河畔圣马蒂兰和相邻的另外6个市镇合并为新市镇卢瓦尔-欧蒂永（Loire-Authion），卢瓦尔河畔圣马蒂兰为政府驻地。

## 地理
卢瓦尔河畔圣马蒂兰（47°24'47"N, 0°19'8"W）面积19.85 平方千米，位于法国卢瓦尔河地区大区曼恩-卢瓦尔省，该省份为法国西部内陆省份，大致对应安茹地区，北起顺时针与马耶讷省、萨尔特省、安德尔-卢瓦尔省、维埃纳省、德塞夫勒省、旺代省、大西洋卢瓦尔省和伊勒-维莱讷省接壤。
卢瓦尔河畔圣马蒂兰的时区为UTC+01:00、UTC+02:00（夏令时）。

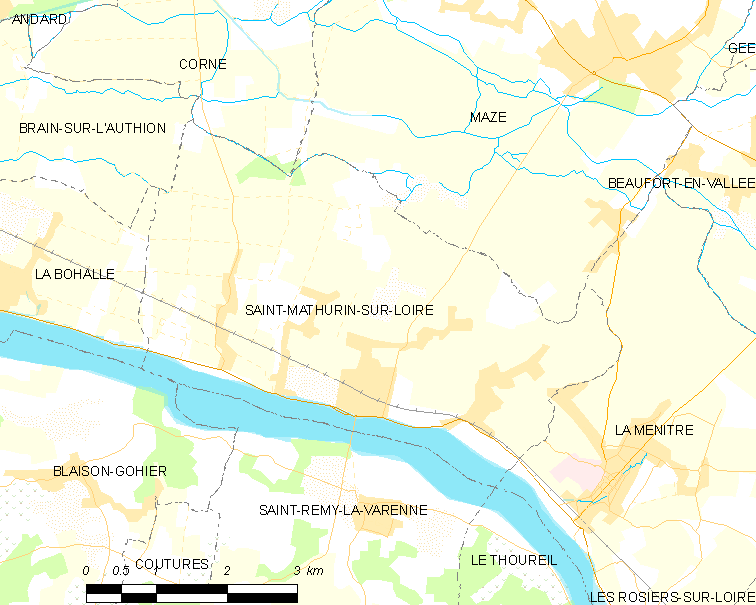
卢瓦尔河畔圣马蒂兰的OSM定位图

## 行政
卢瓦尔河畔圣马蒂兰的邮政编码为49250、49800、49140、49630，INSEE市镇编码为49307。

## 政治
卢瓦尔河畔圣马蒂兰所属的省级选区为昂热第七县。

## 人口

1962-2008年间卢瓦尔河畔圣马蒂兰人口变化图示

卢瓦尔河畔圣马蒂兰于2018年1月1日时的人口数量为2475人。